# Sours
 Sours  es una población y comuna francesa, en la región de  Centro, departamento de Eure y Loir, en el distrito de Chartres y cantón de Chartres-Sud-Est.

## Demografía
| 1034 | 1108 | 1239 | 1262 | 1513 | 1666 |
| Para los censos de 1962 a 1999 la población legal corresponde a la población sin duplicidades (Fuente: INSEE [Consultar]) |      |      |      |      |      |